# Czarnowo-Biki
Czarnowo-Biki est un village polonais de la gmina de Kulesze Kościelne, dans le powiat de Wysokie Mazowieckie, voïvodie de Podlachie, au nord-est du pays.